# マイ・リトル・タウン (サイモン&ガーファンクルの曲)
「マイ・リトル・タウン」（My Little Town）は、サイモン&ガーファンクルが1975年に発表したシングル。グループは当時解散状態であったが、本作品はサイモン&ガーファンクル名義で制作され、それぞれのソロ・アルバムに収録された。

## 概要
1975年の初め、ポール・サイモンは次のアルバム用の曲を書き始める。個人的な内容を含むものが多かったが、「マイ・リトル・タウン」を書いたときサイモンの頭にあったのはガーファンクルであった。
サイモン、ガーファンクル、フィル・ラモーンの3人のプロデュースの下、レコーディングは行われた。ラモーンはエンジニアも務めた。1975年10月、シングルA面として発表。B面には、ガーファンクルの「悲しきラグ・ドール」（フォー・シーズンズの同名の曲とは別の曲）とサイモンの「優しいあなた」が収録された。そしてサイモンのアルバム『時の流れに』とガーファンクルの『愛への旅立ち』にそれぞれ収録された。
同年12月13日付のビルボード・Hot 100で9位を記録し、イージーリスニング・チャートで1位を記録した。
サイモンは『サタデー・ナイト・ライブ』第2回放送（1975年10月18日）でホストを務めた際、本作品を披露した。また同年12月27日放送のBBCの番組でも演奏を行った。

## 演奏者
- ポール・サイモン - ボーカル、アコースティック・ギター
- アート・ガーファンクル - ボーカル
- バリー・ベケット - ピアノ
- ピート・カー - エレクトリック・ギター
- デヴィッド・フッド - ベース
- ロジャー・ホーキンス - ドラムズ
- ラルフ・マクドナルド - シェイカー、ボンゴ、テンプル・ブロック、トライアングル
- デイヴ・マシューズ - ホーン編曲